# Rencontres à Manhattan
Pour plus de détails, voir Fiche technique et Distribution.
Rencontres à Manhattan (titre original : Sidewalks of New York) est un film américain réalisé par Edward Burns, sorti en 2001.

## Synopsis
Les destins croisés de six hommes et femmes à New York.

## Fiche technique
- Titre original : Sidewalks of New York
- Titre français : Rencontres à Manhattan
- Réalisation : Edward Burns
- Scénario : Edward Burns
- Photographie : Frank Prinzi
- Montage : David Greenwald
- Musique : Patrick Mullins
- Production : Margot Bridger, Edward Burns, Cathy Schulman, Rick Yorn
- Société de production : Artists Production Group
- Société de distribution : Paramount Classics
- Pays d’origine :  États-Unis
- Langue originale : américain
- Format : couleur — 35 mm — 1,85:1 (Technicolor) —  Dorlby SR )
- Genre : comédie dramatique
- Durée : 108 minutes
- Dates de sortie : 
  - France : 10 avril 2002
  - États-Unis : 30 novembre 2001

## Distribution
- Edward Burns : Tommy
- Rosario Dawson : Maria
- David Krumholtz : Benjamin
- Brittany Murphy : Ashley
- Stanley Tucci : Griffin
- Heather Graham : Annie
- Dennis Farina : Capo
- Kathleen Doyle : Katy
- Nadia Dajani : Hilary
- Michael Leydon Campbell : Harry
- Callie Thorne : Sue
- Aida Turturro : Shari
- Libby Langdon : maquilleuse
- Penny Balfour